# Museo de la Cultura Bizantina
El Museo de la Cultura Bizantina es uno de los museos de Grecia de la ciudad de Tesalónica. Se trata de uno de los espacios museísticos más importantes acerca de la cultura bizantina. Además de las salas de la exposición permanente, cuenta con laboratorios, almacenes y espacios para exposiciones temporales y otros eventos culturales.  

## Historia del museo
Aunque desde 1913 se intentó establecer un museo bizantino en Tesalónica, no fue hasta 1977 cuando se realizó el concurso arquitectónico para su construcción, que ganó el diseño de Kyriakos Krokou. En 1993 finalizó la construcción del edificio, que fue inaugurado en 1994, inicialmente con una exposición temporal y a partir de 1997 se fueron abriendo al público progresivamente las diferentes salas de la exposición permanente. La parte principal de la colección está formada por antigüedades bizantinas que habían sido trasladadas en 1916 al Museo Bizantino y Cristiano de Atenas y que regresaron a Tesalónica para formar parte del nuevo museo.

## Colecciones
El museo contiene una colección de objetos de los primitivos cristianos, y de las épocas bizantina y post-bizantina procedentes de Macedonia y especialmente de Tesalónica, que fue el principal centro cultural del Imperio bizantino junto con Constantinopla. Entre ellos se encuentran iconos, mosaicos, recipientes de cerámica, esculturas, inscripciones, miniaturas, frescos, elementos arquitectónicos, monedas, manuscritos y objetos de cristal. 
La colección comprende objetos que fueron trasladados desde el Museo Bizantino y Cristiano de Atenas, pero además se ha enriquecido mediante compras y donaciones privadas. Entre estas últimas, son destacables las incorporaciones de las colecciones de Dori Papastratou y de Dimitrios Economopoulos.    
Se encuentra dividida en diferentes secciones: la época de los primitivos cristianos, que abarca desde el siglo IV hasta el VII; el periodo medio bizantino, entre los siglos VIII y XII; el periodo bizantino tardío, entre el siglo XIII y 1453; la colección Papastratou, la colección Economopoulos y el periodo posbizantino, que abarca desde 1453 hasta el siglo XIX. Además, en otra sala se expone el proceso que se sigue desde el descubrimiento de una pieza susceptible de ser expuesta hasta que es expuesta en el museo.
|                      |
| Un sector del museo. |

|                                                                                |
| Mosaico del siglo VI procedente de la iglesia de los Arcángeles de Tesalónica. |

|                                                                |
| Pintura de una tumba de la época de los primitivos cristianos. |

|                      |
| Relieve de un grifo. |

|                        |
| Icono del siglo XVIII. |

### Salas de exposición
El templo paleocristiano
Expone una perspectiva general de los primeros templos cristianos que se construyeron entre los siglos IV y VII. La sala está organizada de tal manera que la posición de los objetos se asemeje lo más posible al lugar donde estuvieron ubicados originalmente. Entre los objetos expuestos se encuentran elementos decorativos y arquitectónicos como columnas, relieves, esculturas, mosaicos, frescos y ventanas y, por otra parte, objetos devocionales, como manuscritos, cruces, lámparas, monedas y relicarios. Son destacables un mosaico con la representación de un pavo real de la basílica de Agios Dimitrios, una placa de mármol de una pared de Agios Dimitrios con decoración geométrica, varias pinturas al fresco, una cruz votiva de bronce del siglo VI y una relicario de plata de Nea Heraclea, de Calcídica.
La ciudad paleocristiana y la vivienda
Se centra en diversos aspectos de la vida pública y privada de las personas en la época de los primitivos cristianos. La exposición incluye un triclinio de una casa y, en torno a él, objetos relacionados con la vida cotidiana en el hogar a un lado y objetos relacionados con la vida pública —que ofrecen información sobre actividades comerciales, canalizaciones de agua, acuñación de monedas y planificación urbanística— al otro.
De los Campos Elíseos al paraíso cristiano
Contiene piezas procedentes de las necrópolis de la época de los primitivos cristianos. Se divide en secciones que presentan los diferentes tipos de tumbas, las lápidas usadas para marcarlas, los objetos que formaban parte de los ajuares funerarios —monedas, joyas, objetos personajes del difunto, recipientes de cerámica y vidrio— y los frescos funerarios. Es muy destacable un fresco funerario del siglo V en el que se representa el relato de la «historia de Susana», del Antiguo Testamento.
De la iconoclasia al esplendor de Macedonia y de la dinastía de los Comnenos
Expone la cultura y arte del periodo medio bizantino (siglos VIII-XII). Se divide en diversas áreas temáticas que incluyen la arquitectura eclesiástica; la decoración y el equipamiento de los templos; la administración y organización de la iglesia; los milagros de exudación de aceite sagrado y los centros de peregrinación; la cerámica y las necrópolis.
Las dinastías de los emperadores bizantinos
Se centra en las diferentes dinastías de los emperadores bizantinos, desde el siglo VII hasta 1453. Entre las piezas expuestas se hallan tesoros de monedas y una inscripción acerca de la reparación de las murallas de Tesalónica durante los mandatos de León VI el Sabio y de Alejandro III.
El castro bizantino
Expone las características de los recintos fortificados que se construyeron a lo largo de la época bizantina, en aspectos tales como su organización interna, los elementos defensivos —entre ellos, las armas—, su vida cotidiana y las actividades que se desarrollaron dentro de él y a su alrededor. Entre las piezas expuestas destacan las que proceden del castro de Rentina.
El crepúsculo de Bizancio
Presenta las características de los últimos siglos de existencia del Imperio bizantino, desde 1204, cuando sufrió la invasión de los cruzados, hasta 1453, cuando fue ocupada por los otomanos. Aunque política y económicamente fue un periodo de declive, en cambio floreció la cultura y el arte. Se divide en las unidades temáticas del templo, la administración, las necrópolis y los talleres de cerámica y vidrio. Una obra maestra de esta sección es el «Epitafio de Tesalónica», una tela realizada hacia el año 1300 con seda, plata y oro, que representa el lamento por la muerte de Cristo. También se exhiben iconos religiosos, esculturas, relieves, manuscritos, recipientes de cerámica y vidrio, joyas y monedas.
La colección de Dori Papastratou
Esta colección comprende una numerosa serie de grabados religiosos relacionados con la iglesia ortodoxa comprendidos entre los siglos XVIII y XX. También se exponen moldes. Los grabados representan imágenes de edificios y personajes religiosos, leyendas e imágenes milagrosas.
La colección de Dimitrios Economopoulos
Esta colección contiene piezas de varias clases y periodos históricos aunque pertenecen principalmente a los periodos bizantino y posbizantino. Entre ellos se hallan iconos, documentos, monedas, objetos eclesiásticos, lámparas y piezas de cerámica. Entre los iconos, sobresalen los que pertenecen a los siglos XVI y XVII, así como los trípticos del siglo XVIII.
Bizancio después de Bizancio: el patrimonio bizantino en los tiempos posteriores a su caída
Expone la herencia que dejó la cultura bizantina entre el año 1453 y finales del siglo XIX. Se centra sobre todo en el arte religioso. En las pinturas expuestas se pueden apreciar las diferencias estilísticas entre las zonas controladas por los venecianos y las controladas por los otomanos. Se exponen también vestimentas eclesiásticas, libros manuscritos e impresos y otros objetos eclesiásticos. Por otra parte, se exponen piezas relacionadas con la vida cotidiana de este periodo.